# NGC 1788
سديم وجة الثعلب إن جي سي 1788 سديم عاكس يقع على بعد 1,300 سنة ضوئية في زاوية معتمة وغالباً ما تكون مهملة من كوكبة الجبار، على بعد درجات قليلة من ألمع نجوم حزام الجبار.